# Friolzheim
Friolzheim è un comune tedesco di 4 111 abitanti, situato nel land del Baden-Württemberg.

## Geografia fisica
Posizione del comune di Friolzheim nel circondario dell'Enzkreis Friolzheim si trova nella regione Nordschwarzwald (Foresta Nera del nord) sul confine orientale dell'Enzkreis e appartiene pertanto alla Regione Metropolitana di Stoccarda. Sita al centro della regione dell'Heckengäu, Friolzheim è in una posizione ben servita dai collegamenti stradali, trovandosi direttamente sull'autostrada A8 (a 1,5 km dall'uscita Heimsheim). Le città di Pforzheim nella regione del Nordschwarzwald e di Leonberg nella regione di Stoccarda sono velocemente raggiungibili in automobile, tramite autostrada oppure utilizzando l'ottima rete di trasporti pubblici locali. Nel territorio comunale si trova il villaggio abbandonato di Siechenhaus.

## Storia
Sul territorio di Friolzheim esisteva probabilmente un insediamento umano già in epoca celtica. Ne sono la prova le varie tombe celtiche presenti nell'area boschiva dell'Hagenschieß sul confine occidentale del territorio. Risalente all'epoca romana, il territorio ospita uno dei pochi tratti compresi nel circondario dell'Enzkreis della strada romana che va da (Stoccarda) Bad Cannstatt, attraversando Pforzheim (Portus), in direzione Strasburgo (Argentoratum) e Magonza (Mogontiacum).
All'epoca dei ducati carolingi ereditari, Friolzheim apparteneva al ducato di Franconia. Il luogo è ricordato in documenti per la prima volta attorno all'anno 1105, con il nome Friolesheim. Nel XV secolo era in possesso dei Signori di Gemmingen e dei Margravi del Baden. Nel 1461 Diether von Gemmingen vendette il villaggio al convento di Hirsau. Nel 1807 il paese passò dal distretto conventuale di Hirsau (i distretti conventuali, chiamati Klosteramt, erano un'antica unità amministrativa del Württemberg, creata ai tempi della Riforma, per il governo dei beni e delle proprietà dei conventi cattolici soppressi) al baliaggio di Calw (i baliaggi, chiamati Oberamt, erano un'antica unità amministrativa in cui era suddiviso il Württemberg fino al 1936, sostituita dal circondario, il Landkreis) e nell'anno successivo, in base al Decreto Reale sulla riorganizzazione dei baliaggi del 26 aprile 1808, al baliaggio (Oberamt) di Leonberg. Nel 1832 il comune ottenne il diritto di tenere mercato. Nel 1895 un grande incendio devastò il centro del villaggio.
Durante la Seconda Guerra Mondiale Friolzheim subì gravi danni a seguito di un bombardamento alleato e di attacchi di artiglieria delle truppe francesi, nella fase finale della guerra, lamentando un elevato numero di vittime civili. Nell'aprile del 1945 Friolzheim fu infine occupata da truppe marocchine. Nel luglio del 1945 Friolzheim fu assegnata alla zona di occupazione americana.
Nel quadro della riforma dei circondari del Baden-Württemberg, Friolzheim fu staccata, contro il parere espresso dai cittadini, dal circondario di Leonberg e, il 1º gennaio del 1973, fu assegnata al nuovo circondario dell'Enzkreis. I legami con l'antico circondario e capoluogo Leonberg perdurano ancora oggi. Negli anni '70 il governo del Land Baden-Württemberg prese in considerazione l'ipotesi di realizzare un nuovo aeroporto internazionale per la città di Stoccarda, ad ovest della capitale del Land e in parte sul territorio di Friolzheim. A tal fine si sarebbe dovuta spianare completamente la zona del monte Geissberg. In seguito all'ondata di proteste contro tale progetto questo fu abbandonato e si decise di ampliare il grande aeroporto esistente a Echterdingen.

### Simboli
Nel 1937 il comune, che fino a quel momento non esibiva né uno stemma né un proprio sigillo, accettò uno stemma proposto dalla direzione degli archivi di Stoccarda, che conteneva, in ricordo dei passati rapporti feudali, in uno scudo partito, alla destra araldica (cioè la sinistra per l'osservatore) lo stemma dei von Gemmingen (fasciato d'azzurro e d'oro, con due fasce dorate), alla sinistra araldica (la destra per l'osservatore) una testa recisa di cervo, che allude allo stemma del monastero di Hirsau. Per rispettare le regole araldiche degli "smalti", cioè dei colori, nel 1957 gli smalti della partizione, sulla destra araldica dello scudo furono scambiati e questo stemma, assieme alla bandiera, fu conferito al comune l'11 dicembre 1957 dal Ministero degli Interni Blasonatura: in uno scudo partito, alla destra araldica, su fondo oro (giallo) due fasce azzurre, alla sinistra araldica, su fondo azzurro, una testa recisa di cervo in oro (giallo).

## Monumenti e luoghi d'interesse

### Architetture
- Friolzheimer Riese (Il Gigante di Friolzheim): Alto 47 metri, un tempo torre radiofaro per uso militare con struttura in traliccio di acciaio, sul Geissberg. Oggi ha la funzione di torre radio civile utilizzata come radiofaro e per la telefonia mobile.
- Chiesa parrocchiale di Sant'Agapito: L'impianto del campanile e in parte ancora di origine romanica ed è ricordato già attorno al 1100. Nel 1522 la navata fu ampliata sotto la direzione di Jacob Höß e Hans Wunderer, mentre la costruzione del coro a volta risale alla metà del XV secolo e presento uno stemma del Baden. Nel XX secolo la chiesa fu sottoposta a modifiche e aggiunte. Nel corso dei lavori di ristrutturazione protrattisi dal 1966 al 1968 vennero alla luce sulla parete sud due figure di uguali dimensioni, dipinte sulla parete.
- Monumento ai caduti di guerra: Nel camposanto della chiesa parrocchiale di Sant'Agapito si trova il monumento ai caduti di guerra, che è stato eretto nel 1921, in memoria dei caduti e dei dispersi della Prima Guerra Mondiale. Dopo la Seconda Guerra Mondiale, a sinistra e a destra del basamento principale sono stati aggiunti altri due basamenti con i nomi dei caduti. Sul basamento principale, che si ispira ad un sarcofago, è raffigurato un soldato accasciato con una spada in grembo.
- Municipio: Sul lato sud della Piazza del Mercato (Marktplatz) si trova il Municipio, risalente al 1842. L'edificio in muratura intonacata, a due piani, con aperture sorrette in pietra arenaria, presenta un aspetto neoclassico. Il suo precedente impiego, come deposito delle pompe da incendio e come torchio è ravvisabile nei grandi archi a tutto sesto, presenti al piano terra.
- Granaio per le decime: Si trova nelle immediate vicinanze della chiesa. Una lastra in pietra sopra le porte documenta l'edificazione avvenuta nell'anno 1563. Il pastorale da abate e le tre corna di cervo indicano i precedenti rapporti di proprietà monastici e signorili. Verso il 1812 il granaio per le decime divenne passò in mani private. A partire da ottobre del 2011 è a disposizione come "casa civica" per vari impieghi, come feste, convegni e seminari, esposizioni o anche per il lavoro di pubblica utilità. Pietra miliare: Davanti al granaio per le decime si trova il calco di una pietra miliare romana risalente al 245 d.C. Documenta il nome romano di Pforzheim = PORTUS. La pietra fu trovata nel territorio di Friolzheim nel 1934 a 200 di distanza dalla fattoria Raubrunnen, lungo la strada commerciale romana che andava da Cannstatt a Ettlingen. La pietra riporta la distanza da Pforzheim, indicata in cinque leghe (circa 11 chilometri).
- Paulinenstraße: Un insieme particolarmente gradevole di costruzioni a graticcio modella la strada che prende il nome dall'amata regina Paolina del Württemberg e che si trova a nord della Marktplatz. Gli edifici summenzionati costituiscono, con la canonica della parrocchia evangelica nella Kirchstraße e l'antica bottega del fabbro che si affaccia sulla Marktplatz, il nucleo storico del luogo.

### Aree naturali
- Area naturale protetta Betzenbuckel: si trova a sud-est del comune. Il rilievo, a 496 m s.l.m. offre una fauna unica. Le splendenti superfici erbose a perdita d'occhio, percorse da siepi selvatiche e prati, punteggiate da asperità rocciose sono la caratteristica peculiare dell'Heckengäu.
- Geissberg: con i suoi 509 m s.l.m., è il rilievo più alto ed è situato a nord-est di Friolzheim. Non lontano dalla frazione "Geissberg" con le sue ville e i campi da tennis e dal "Friolzheimer Riese" (Il Gigante di Friolzheim), la montagna coperta da boschi è attraversata da numerosi sentieri.
- Un'estesa rete di sentieri e piste ciclabili, munita di segnalazioni e che attraversa tutta la Foresta Nera settentrionale, conduce fino alla zona boscosa dell'Hagenschieß, sul confine occidentale del comune.
- La sezione nord-orientale del territorio di Friolzheim è attraversata da una parte dell'itinerario culturale europeo noto con il nome "Sulla strada degli Ugonotti e dei Valdesi", che attraversa la Germania a partire dal confine svizzero presso Sciaffusa, arrivando fino alla località di Bad Karlshafen, nel nord dell'Assia.
- Barriera frangivento: Il filare di pioppi lungo circa due chilometri che segna il confine sud-occidentale del comune costituisce un elemento del paesaggio gradevole da osservare e dall'effetto monumentale. Come un muro con porte il filare crea un viale alberato su un solo lato, che in passato serviva a proteggere il luogo dalle raffiche di vento e ad evitare la distruzione dei raccolti di grano nei campi un tempo presenti sul posto.

## Società

### Evoluzione demografica
- 1871: 742
- 1900: 754
- 1939: 658
- 1950: 936
- 1961: 1235
- 1971: 2023
- 1982: 3035
- 1992: 3423
- 2000: 3537
- 2005: 3623
- 2010: 3629
- 2015: 3948
- 2016: 3995
- 2017: 4050
- 2018: 4146

### Religione
Fino al termine della Seconda Guerra Mondiale Friolzheim era un tipico comune del Württemberg e quindi quasi esclusivamente evangelico. A seguito dell'immigrazione di profughi dopo la guerra e di cittadini stranieri, oggi è presente anche un'elevata percentuale di persone di fede cattolica romana. Oltre alla parrocchia evangelica e cattolica, a Friolzheim si trova anche una chiesa neo-apostolica e una comunità parrocchiale regionale della Christusbund (Lega di Cristo) del Württemberg.

## Infrastrutture e trasporti
Il comune è in una posizione ben servita dai collegamenti stradali, trovandosi direttamente sull'autostrada 8 Karlsruhe - Stoccarda. Per arrivare all'uscita autostradale di Heimheim la distanza è di circa 1,5 chilometri. Per l'aeroporto internazionale di Stoccarda Echterdingen e per la nuova Fiera di Stoccarda occorrono circa 20 minuti di viaggio. Le stazioni ferroviarie più vicine sono Rutesheim, Leonberg (S-Bahn, cioè ferrovia suburbana, in direzione Stoccarda e Weil der Stadt) e Pforzheim (Stazione ferroviaria per treni a lunga percorrenza (Fernbahnhof) e Stazione ferroviaria per treni regionali (Regionalbahnhof) in direzione Karlsruhe) (ognuna a circa 15 chilometri di distanza).
Friolzheim appartiene all'Associazione di imprese di trasporti VPE (Verkehrsverbund Pforzheim-Enzkreis GmbH). La rete di autobus offre le linee 756, 761 (un tempo 656), 652, 653. Le stazioni sono disposte lungo le strade principali.

## Cultura

### Istruzione
Il comune gestisce una scuola elementare e due scuole materne. Friolzheim partecipa tramite consorzi scolastici alla Scuola Media ad Indirizzo Tecnico (Werkrealschule) Heckengäu di Mönsheim / Wiernsheim e al Liceo di Rutesheim. In loco esiste la casa di cura "Schwester-Karoline-Haus", per persone non autosufficienti, dotata di alloggi attrezzati. Il comune partecipa anche alla stazione sociale e diaconale luterana (la diaconia è l'assistenza ai bisognosi) Heckengäu, con sede a Wimsheim.

### Eventi
Il momento culminante di ogni anno è il mercato di Pentecoste (Pfingstmarkt) che si tiene il lunedì di Pentecoste. Introdotto in origine come mercato di animali e bottegai, oggi è un punto di attrazione per decine di migliaia di persone che, da una parte visitano le tante bancarelle variopinte del mercato e dall'altra sfruttano il bel tempo che allieta sempre il mercato di Pentecoste per una "Hocketse", termine del dialetto alemanno-svevo che indica una festa paesana, presso uno dei tanti banchetti per la degustazione.
Nella prima domenica di Avvento si svolge tradizionalmente il Bazar Natalizio, un mercato di oggetti natalizi e invernali in prevalenza fatti in casa. A fine febbraio si dà l'addio alla stagione fredda con il Mercato invernale.

## Amministrazione
Friolzheim, insieme ad altri cinque comuni, è un membro della comunità amministrativa (Verwaltungsverband) Heckengäu. Oltre alla locale casa di cura per persone non autosufficienti "Schwester-Karoline-Haus" il comune gestisce insieme a vari comuni confinanti la casa di cura e assistenza per anziani Haus Heckengäu, ad Heimsheim.
Con il comune confinante di Wimsheim esiste un consorzio idrico. Insieme al comune di Mönsheim è stato fondato nel febbraio 2005 il consorzio Interkom Gewerbepark Heckengäu (Parco industriale intercomunale Heckengäu), nel quale i due comuni gestiscono una zona industriale in comune. Negli anni a venire deve essere aperta nel territorio di Reute la seconda porzione della zona industriale.

### Consiglio comunale
Nelle elezioni comunali del 25 maggio 2014 ai Freie Wähler (Liberi Elettori) sono spettati 6 seggi (43,96 %), alla lista "Wir für Friolzheim" (WFF - Noi per Friolzheim) 5 seggi (37,02 %) alla CDU / Bürgerliste (Lista civica) 3 seggi (19,03 %).

### Borgomastri
- Ernst Reinhardt (1911–1940)
- Fr. Michael Jetter (1945–1948)
- Gustav Koch (1948–1954)
- Walter Rehm (1954–1986)
- Manfred Schenk (1986–2002)
- Michael Seiß (2002-)